# Ким Сан Хёп
Ким Сан Хёп (кор. 김상협?, 金相浹?; 20 апреля 1920, Дзэнра-хокудо — 21 февраля 1995, Сеул, Южная Корея) — премьер-министр Южной Кореи (1982—1983).

## Биография
Получил политологическое образование в Токийском университете.
- С 1957 г. преподавал в Корейском университете в Сеуле,

- 1970—1975 и в 1977—1982 гг. — президент Университета. Являлся специалистом по изучению жизни и деятельности Мао Цзэдуна.

- 1962 года — министр образования,

- 1982—1983 гг. — премьер-министр Южной Кореи.

- 1985—1991 гг. — председатель Корейского национального общества Красного Креста.